# 普列戈利亚河
普列戈利亚河（羅馬化：Pregolya）位于俄罗斯加里宁格勒州，全长123公里，經過维斯图拉潟湖，最终注入波罗的海。
普列戈利亚河流经的主要城市有：切尔尼亚霍夫斯克、兹纳缅斯克、近衛軍城、加里宁格勒。